# Adriano Tomás Custodio Mendes
Adriano Tomás Custódio Mendes (Praia, Província Ultramarina de Cap Verd, Portugal, 28 de novembre de 1961) és un exfutbolista capverdià de nacionalitat portuguesa i nacionalitzat argentí. Jugava de migcampista i el seu primer club va ser Estudiantes de la Plata.
Va sortir de Cap Verd abans d'independitzar-se de Portugal, per la qual cosa no té nacionalitat capverdiana.

## Carrera
Va començar la seva carrera el 1981 jugant per a Estudiantes de la Plata. Va jugar per al club fins a 1984. El 1985 es va passar a Temperley, on va estar fins a 1986. El 1988 es va passar a Cerro Porteño on va jugar la Copa Libertadores. El 1989 es va passar a Colón de Santa Fe, jugant allí fins a 1990. El aquest any es va passar a Sant Martín de Tucumán. Va jugar per a aquest club fins a 1991, quan va marxar a Xile per formar part de les files del Santiago Wanderers. El 1992 va marxar a Veneçuela on va jugar per al Deportivo Táchira, estant en aquest equip fins a 1993. El aquest any va tornar a l'Argentina per jugar en Chacarita Juniors, on es va quedar fins a 1994. A mitjan desembre de 1996, es va incorporar a la Universitat hondureny. El 1997 va tornar a Temperley, on va jugar una temporada. El 1998 va passar a l'equip Martín Güemes del Torneig Argentí B i es va retirar allí, al desembre d'aquell any, després de ser suspès per pegar-li a un jugador adversari i a l'àrbitre en un partit.

## Clubs
| Club                          | País      | Any       | Partits | Gols |
| ----------------------------- | --------- | --------- | ------- | ---- |
| Estudiants de la Plata        | Argentina | 1981-1984 | 45      | 13   |
| Temperley                     | Argentina | 1985-1986 | 23      | 7    |
| Blooming                      | Bolívia   | 1986      | 8       | 3    |
| Cerro Porteño                 | Paraguai  | 1988      | 42      | 10   |
| Colón de Santa Fe             | Argentina | 1989-1990 | 15      | 13   |
| Sant Martín de Tucumán        | Argentina | 1990-1991 | 22      | 5    |
| Santiago Wanderers            | Xile      | 1991      | 4       | 2    |
| Deportivo Táchira Fútbol Club | Veneçuela | 1992-1993 | 17      | 5    |
| Chacarita Juniors             | Argentina | 1993-1994 | 13      | 11   |
| Temperley                     | Argentina | 1997-1998 | 18      | 2    |